# Museo dell'Accademia Etrusca e della città di Cortona
Il Museo dell'Accademia Etrusca e della città di Cortona (MAEC) è uno dei più importanti musei della città di Cortona.

## Storia e formazione del MAEC
Il palazzo Casali, sede del museo Etrusco della città di Cortona, fu edificato probabilmente nel corso del XIII secolo e fu residenza della famiglia che dal 1325 resse la signoria della città di Cortona. Tra gli antenati di Ranieri Casali vi era quell'Uguccio che cacciò gli usurpatori aretini nel 1261, nei decenni successivi venne costruito l'edificio, il restauro delle mura e il recupero delle strutture pubbliche e private dopo i gravissimi anni subiti negli anni dell'occupazione. La signoria dei Casali durò fino al 1409, quando gli eserciti di Ladislao re di Napoli, appena impadronitisi della città, saccheggiarono il palazzo che fu confiscato insieme agli altri beni mobili e immobili della famiglia. Nel 1411 Ladislao cedette Cortona alla Repubblica fiorentina, i cui commissari apportarono un'ampia serie di modifiche al palazzo adeguandolo ai gusti architettonici fiorentini del XV secolo: impiego di archi, uso di pietre squadrate. Alla fine del Rinascimento il palazzo assunse l'aspetto attuale: infatti nei primi anni del Seicento furono rinnovate la facciata e la parte anteriore su progetto di Filippo Berrettini, la parte esterna verso via Casali invece non ebbe grandi trasformazioni. Per quanto riguarda l'assetto interno non ci sono state modifiche di grande portata se non per adattare i locali alle progressive rinnovate esigenze degli ospiti. Infatti, dal 1531 i commissari, non più della Repubblica ma del governo prima mediceo e poi lorenese, lasciarono traccia della loro presenza nella lunga serie di stemmi collocati sul fianco verso via Casali e nell'atrio del cortile interno.
Nel 1727 nasce l'Accademia Etrusca e il Granduca di Toscana Gian Gastone de' Medici concesse in uso alcuni locali dell'ultimo piano del palazzo. I lavori cui gli ambienti furono sottoposti consentirono il sorgere del museo e della biblioteca. All'interno dell'edificio nel frattempo continuava a esistere il teatro, ricostruito dopo l'incidente del 1511 e rinnovato nel 1666 dall'Accademia degli Uniti, rimasto in uso fino a metà Ottocento, quando fu costruito il Teatro Signorelli nel luogo in cui sorgeva la chiesa di Sant'Andrea.
Con la fine del dominio prima mediceo poi lorenese il palazzo cessò le sue funzioni di rappresentanza governativa e ne assunse delle nuove: nei locali al primo piano trovò la Pretura con gli uffici giudiziari e il comando dei Carabinieri, al pian terreno fu trasferito l'ufficio del dazio. Progressivamente durante il secolo scorso il palazzo ha perso la sua funzione di sede di pubblici uffici per diventare sempre più centro di sola cultura. Fra il 1928 e il 1929 furono concessi altri locali all'Accademia e nell'immediato dopo guerra l'intero primo piano fu destinato al rinnovato museo e, trasferitisi i Carabinieri, il piano ammezzato alla biblioteca comunale e accademica. Ormai libero da qualsiasi altra destinazione, negli anni Ottanta il palazzo subì un radicale ripristino con il recupero di quasi tutti gli ambienti del pian terreno e ammezzato, destinati a un'imponente sede espositiva. Infine nell'ultimo decennio la volontà di incrementare le collezioni del museo con il deposito dei materiali provenienti dagli scavi più recenti del territorio cortonese e di altri materiali di origine più locale, portò a una profonda ristrutturazione del pian terreno e dei piani seminterrati. Alla fine dei lavori il museo ha così potuto raddoppiare la sua estensione, ponendosi come una delle maggiori realtà espositive della regione. Oggi il palazzo Casali è il polo primario delle attività culturali della città di Cortona: ospitando la biblioteca, il museo, l'archivio storico, le sale di esposizione e gli uffici dell'assessorato comunale della cultura e la sede dell'Accademia Etrusca.

## Opere più famose del museo
Il Museo consta di due parti principali: quella archeologica sistemata soprattutto ai piani inferiori e quella attinente alla storia e al patrimonio dell'Accademia Etrusca, ai piani superiori.

### Tabula Cortonensis

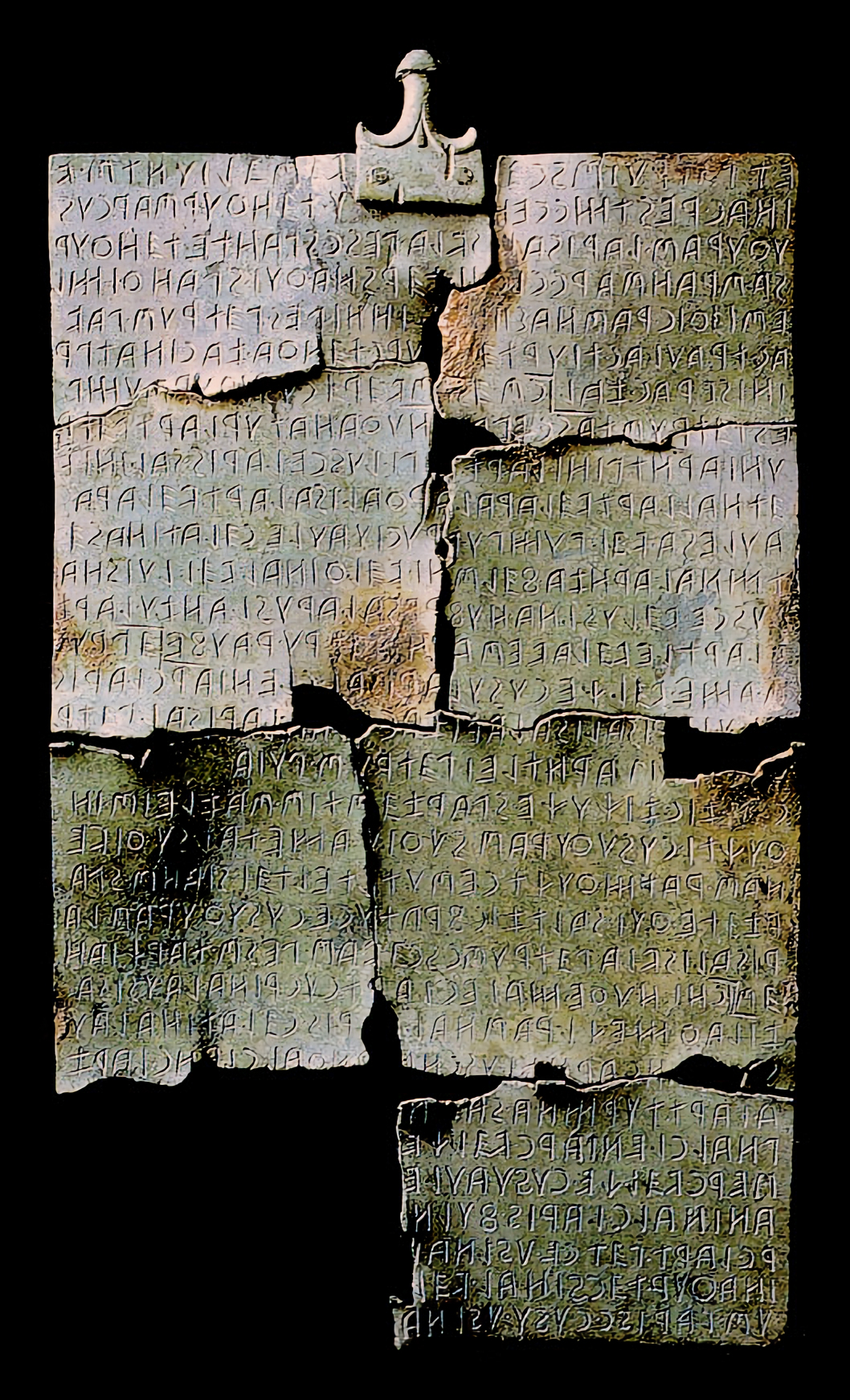
La Tabula Cortonensis

La Tabula Cortonensis è un’iscrizione etrusca su bronzo scoperta nel 1992, consegnata in sette frammenti (l’ottavo è perduto) e oggi considerata il terzo testo etrusco più lungo dopo la Mummia di Zagabria e la Tabula Capuana. Ricomposta, forma una tavoletta rettangolare con manubrio bifido per l’esposizione pubblica, incisa con un alfabeto in uso nell’area cortonese tra la fine del III e il II secolo a.C.; il recto conta 32 righe e il verso 8 righe, per un totale di circa 260 parole. Il testo, inciso da due scribi, documenta un atto giuridico di compravendita fondiaria: alla presenza del zilath mechl rasnal (pretore di Cortona), il facoltoso Petru Scevas cede terreni collinari presso il lago Trasimeno all’aristocratica famiglia Cusu, transazione che riflette dinamiche di ascesa sociale attestate anche dalla successiva unione matrimoniale fra le due casate. 

### Lampadario etrusco

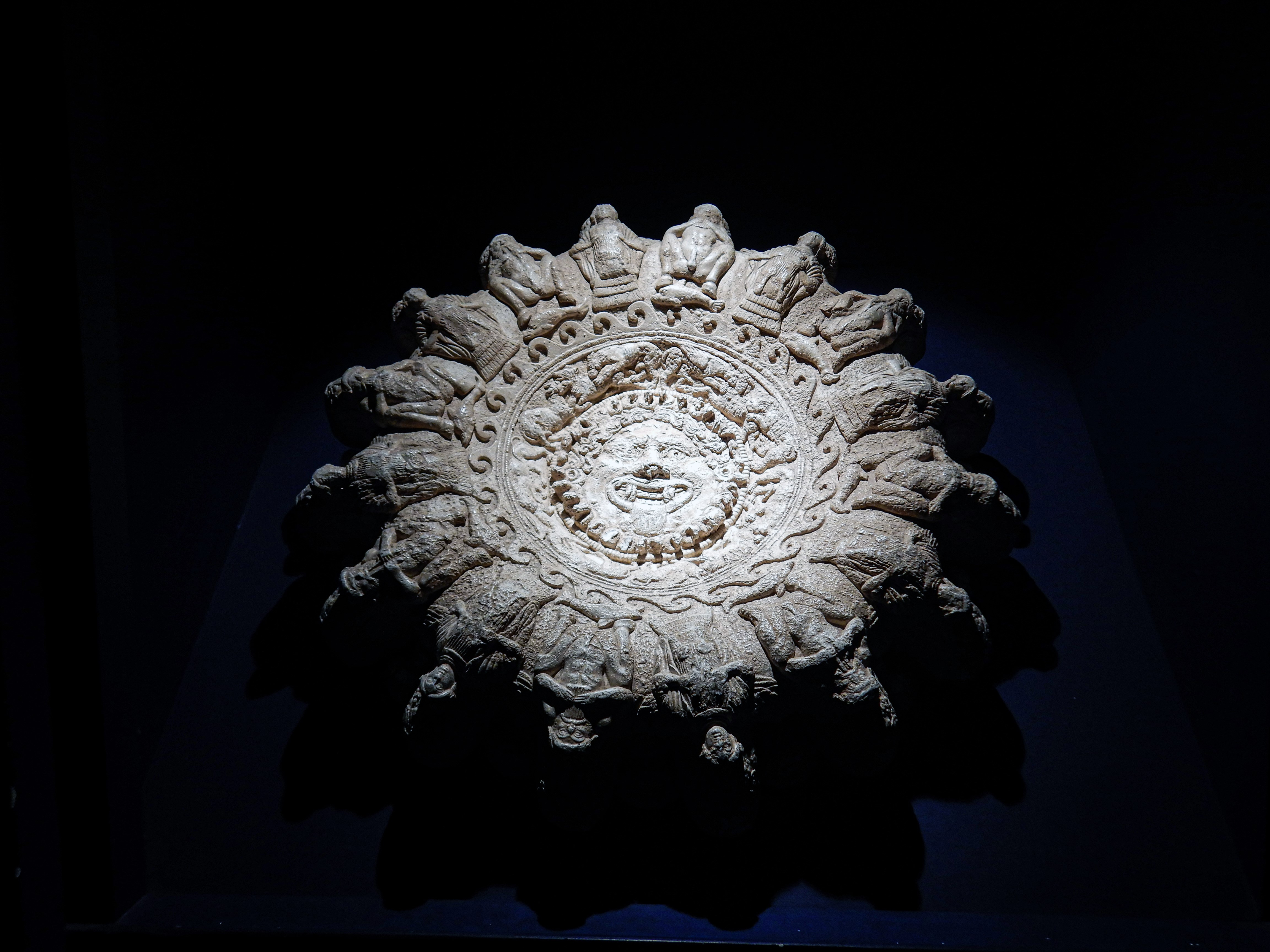
Il lampadario etrusco

Il lampadario etrusco è un grande lucerniere in bronzo, considerato uno dei vertici della bronzistica etrusca e datato alla metà del IV secolo a.C.. Rinvenuto nel 1840 in località Fratta (Cortona) e acquisito solo dopo complesse trattative dal MAEC, fu realizzato con fusione a cera persa in un unico getto: al centro reca un gorgoneion modellato a stampo, circondato da un bacino con sedici beccucci, numero che richiama la divisione etrusca del cielo. Due di essi furono forati per aggiungere una targhetta iscritta, indice di un successivo riuso rituale. La ricca decorazione, priva di saldature, presenta sileni che suonano syrinx e aulos, sirene in atteggiamento cultuale, protomi taurine del dio Acheloo e delfini, mentre la fascia interna mostra animali in lotta; l’insieme, probabilmente destinato all’arredo di un tempio, unisce valenze cosmologiche e funzione apotropaica, evidenziando la sofisticata tecnica e il simbolismo dell’arte etrusca.

### Madonna con bambino fra i santi protettori di Cortona

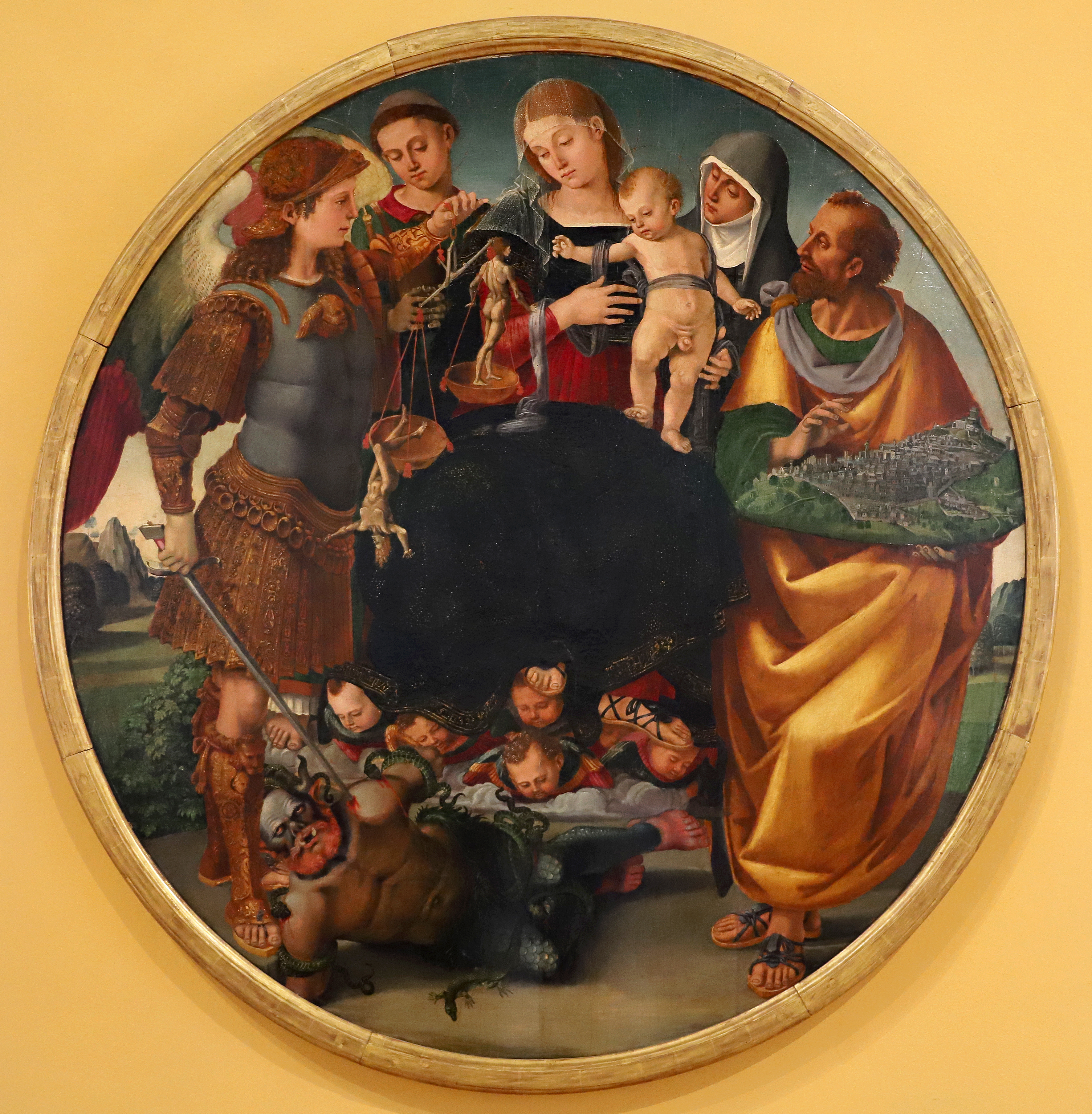
La Madonna con bambino fra i santi protettori di Cortona di Luca Signorelli

Inizialmente ed erroneamente attribuito a Francesco Signorelli, questo dipinto venne in realtà realizzato dal ben più noto Luca Signorelli alla fine del XV secolo (1510–1515 ca). Il tondo, proveniente da Palazzo dei Priori in Cortona, vede come figura centrale la Vergine che sorregge il Cristo Bambino. D'intorno vi sono i Santi protettori di Cortona. A sinistra si può notare San Michele Arcangelo, avvolto in una splendida armatura, e che con la mano destra regge la bilancia per pesare le anime, con la mano sinistra tiene la spada sguainata; ai suoi piedi atterra Satana, avvolto e stretto da serpenti e rettili. Alle spalle della Madonna, troviamo San Vincenzo e Santa Margherita da Cortona. Sulla destra, a figura intera, si trova San Marco che, avvolto in una veste gialla, regge una raffigurazione molto peculiare e realistica della città di Cortona vista dalla Valdichiana. Sono riconoscibili anche i principali edifici religiosi e civili dominati dalla Fortezza del Girifalco.

### Maternità
La Maternità è sicuramente una delle opere più note del pittore futurista Gino Severini. Eseguita a olio nel 1916, anno cruciale per le sorti del Futurismo e lo sviluppo del Cubismo, essa è una delle più compiute espressioni dell'esperienza classica dell'artista di origine cortonese, nonché prova della sua eccezionale perizia tecnica e artistica. Lo stile del dipinto segna una brusca inversione di tendenza rispetto alle istanze d'avanguardia che avevano fortemente caratterizzato la produzione pittorica del tempo. La Maternità può essere semplicemente considerato il ritratto di Jeanne Fort, figlia del poeta francese Paul Fort, nonché moglie del Severini, con il quale si sposò nel 1913. La posizione e l'espressività della donna, della quale l'artista mette in evidenza le peculiarità fisionomiche, e che tiene tra le sue braccia il figlio secondogenito Antonio morto prematuramente, ricordano chiaramente le Madonne del Manierismo fiorentino. Quest'opera riscosse un grande successo, guadagnandosi un'infinita serie di apprezzamenti da parte di numerosi artisti, tra i quali il poeta e critico d'arte francese Guillaume Apollinaire, che ne fu talmente affascinato e conquistato, che chiese al Severini di realizzare per lui un ritratto nel medesimo stile. Il dipinto è stato protagonista di moltissime mostre sin dal momento della sua realizzazione, ma attualmente è collocata nel MAEC.

### Tempietto dedicato alle glorie della Toscana

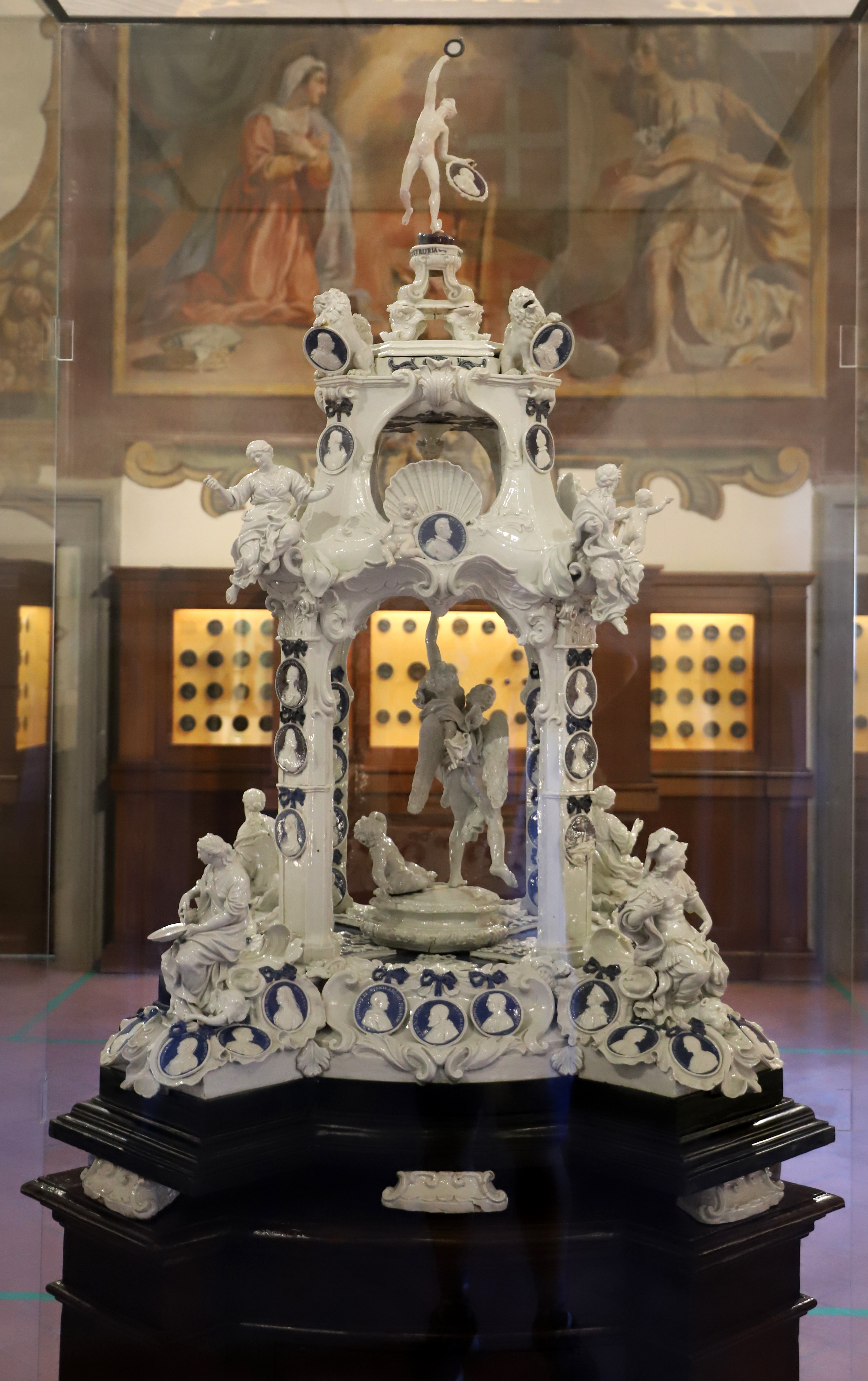
Il tempietto dedicato alle glorie della Toscana

Il tempietto dedicato alle glorie della Toscana venne realizzato tra il 1751 e il 1757 da Gaspero Bruschi nella manifattura Ginori di Doccia. Carlo Ginori lo donò all'Accademia Etrusca di Cortona per commemorare il suo turno di presidenza, nell'anno 1756. L'opera si presenta come un perfetto e dolce sincretismo tra porcellana bianca e sottosmalto azzurro, bicromia che ricorda inequivocabilmente i capolavori robbiani. Si noti comunque come la porcellana non sia assolutamente bianca, ma si perda in qualche tocco grigiastro, cosa dovuta alla presenza nell'impasto di una particolare terra proveniente da Montecarlo di Lucca. Il tutto è rivestito da uno smalto lucido, sottile e non uniforme a causa della particolare porcellana e alcuni difetti di cottura. Nella parte più alta del tempietto si nota Mercurio in quanto messaggero degli dei, che con la mano destra solleva uno specchio e con la sinistra regge due ritratti rispettivamente raffiguranti Maria Teresa d'Austria e Francesco di Lorena, sovrani entranti in Toscana, e che avrebbero dato inizio alla dinastia degli Asburgo-Lorena, a seguito di quella medicea conclusasi nel 1737. Al di sotto della statuetta di Mercurio, vi sono quattro leoni Marzocco, i quali incarnano il simbolo ufficiale della città di Firenze. Alla metà del tempietto, e quindi in cima ai pilastri della struttura, siedono le tre Parche e il Tempo, evidenti allegorie dell'eterno scorrere delle cose e della caducità del tutto; più brevemente, possiamo definirle come espressione del destino dell'umanità. In basso troviamo le quattro Virtù Cardinali, facilmente riconoscibili dai loro attributi, e a cui sono legate le quattro parti del mondo: la Prudenza regge con la mano destra uno specchio e ai suoi piedi è una cerva, simboleggiante l'Europa; la Giustizia è accompagnata da uno struzzo che sta a indicare le Americhe; la Temperanza vede ai suoi piedi un elefante, icona stessa della temperanza nonché personificazione dell'Asia; infine, la Fortezza, che indossa elmo e corazza, sta sopra un leone, evidente simbolo della forza, ma anche dell'Africa.
Esattamente al centro dell'opera, è raffigurato il Tempo barbuto e alato che rapisce la Bellezza, sotto lo sguardo attento di un puttino. Questo elegiaco centrale sta simbolicamente a indicare come la Signoria dei Medici, ormai all'apice della notorietà, debba allontanarsi e lasciare posto a un'altra dinastia, appunto quella degli Asburgo-Lorena. Tuttavia, la famiglia fiorentina non manca di essere alquanto celebrata: tutto il tempietto è tempestato da 73 delle 76 medaglie totali – poiché tre sono andate perdute – della serie medicea, tutte a fondo azzurro, modellate sugli originali in bronzo e rappresentanti, ovviamente, i membri della famiglia fiorentina. Tra questi, viene escluso Gian Gastone, ultimo componente dei Medici morto nel 1737; egli è però riportato sul rovescio della sua medaglia “ufficiale” realizzata da Lorenzo Maria Weber. Non è noto se questa mancanza sia intenzionale o meno, mancando comunque tre medaglioni per il completamento della serie. L'idea di applicare delle medaglie come decorazione su tutte le superfici libere della struttura è di chiara derivazione classica.